# Dejana Stefanović
Dejana Stefanović (in serbo Дејана Стефановић?; Kragujevac, 5 luglio 1997) è una calciatrice serba, centrocampista del Brighton & Hove e della nazionale serba.

## Palmarès

### Club
- Campionato norvegese: 1

Vålerenga: 2020
- Coppa di Norvegia: 2

Vålerenga: 2020, 2021